# 蘇兆明
蘇兆明（Nicholas Robert Sallnow-Smith，1951年—），英國人，前置地集團行政總裁，現擔任領展房地產信託基金董事會主席及渣打東北亞地區行政總裁。

## 生平
毕业於英國劍橋大學岡維爾與凱爾斯學院及萊斯特大學，1998年起於香港置地任職財務董事，2000年獲升為行政總裁。蘇兆明作風進取，在他任內，置地重新進軍香港豪宅物業，及重建中環多幢商業物業，包括遮打大廈，亦進軍北京、重慶及澳門等地地產市場；其後專責於商場業務。
2006年10月3日香港置地宣布，蘇兆明於2007年3月31日離任行政總裁。2007年4月1日起，蘇兆明將接替鄭明訓出任領展房地產信託基金董事會主席一職。由於領展房地產信託基金管理人合規手冊所載企業管治政策之規定服務年期不可超過九年。因此，蘇兆明已在服務領展九年後於2016年3月31日退任。
蘇兆明於2016年4月起擔任獅子山學會主席。

## 公職
- 亞洲青年管弦樂團董事會主席
- 青年藝術協會有限公司行政委員會成員
- 2022 Foundation Ltd董事
- 香港總商會人力委員會成員
- 英基學校協會(香港總商會代表)成員
- 財資市場公會議會成員

## 資料來源
- 蘇兆明作風進取置地積極擴張[永久] 明報，2007年1月30日
- 蘇兆明與TCI同聲同氣 （页面存档备份，存于） 世界日報
- 領匯易帥商戶恐大加租 大公報，2007年1月30日

| 商界職務      | 商界職務                         | 商界職務    |
| ------------- | -------------------------------- | ----------- |
| 前任： 鄭明訓 | 領展房地產投資信託基金董事會主席 | 繼任： 現任 |

1. ↑   (PDF).   [2016-01-07]. （原始内容存档 (PDF)于2016-03-05）.
2. ↑  聶雅倫接任領展主席
3. ↑  . www.hkphil.org.   [2017-12-07]. （原始内容存档于2017-12-07）.